# Station Swanwick
Swanwick is een spoorwegstation van National Rail in Fareham in Engeland. Het station is eigendom van Network Rail en wordt beheerd door South Western Railway. 